# Kition
Kition was in de IJzertijd een van de ongeveer tien koninkrijken op Cyprus. Het was een Fenicische kolonie – gesticht vanuit Tyrus – en beheerste vermoedelijk een groot deel van het zuidoosten van het eiland. Het is de oudste kolonie van Tyrus die door archeologische vondsten bevestigd wordt.

## Naam
In het Fenicisch heette de stad kt/kty, in het Hebreeuws Kittim en in het Grieks Kition. Later in het Latijn "Citium" genaamd.
Volgens Flavius Josephus beheerste Cethimus, een zoon van Gomer het eiland Cethima, dat nu Cyprus wordt genoemd (Antiquitates Judaicae VI 1.). Kition zou daarom de naam Cethims hebben behouden en werd dus door de Grieken Kition genoemd.

## Geschiedenis
Kition werd gesticht (of veroverd) als kolonie van de Fenicische stad Tyrus, vermoedelijk rond 820 v.Chr., ten tijde van koning Pygmalion. Rond 730 v.Chr. was Kition evenals diverse andere kolonies in opstand gekomen, maar deze werd neergeslagen. In 701 v.Chr. vluchtte koning Elulaios naar Kition toen de dreiging van de Assyriërs tegen Tyrus te zwaar werd. Sanherib stelde volgens zijn Annalen een zekere Ittobaal als opvolger van Lulî (Elualaios), die door de Assyriërs was geëxecuteerd, aan als stadhouder in Kition (cf. stele van Kition). Tijdens deze zogenaamde Assyrische periode kende Cyprus een bloeiperiode, waardoor we Attisch vaatwerk terugvinden in Kition.
Ook op een inscriptie van Esarhaddon uit 673/2 v.Chr. wordt Kition vermeld.

### Koningen
De koningen noemden zich mlkytn/mlk kty wʿdyl.
- Mikyaton
- Pumiyaton

## Archeologische opgravingen
De plaats waar de opgraving van het antieke Kition ligt, ligt op ongeveer 500 m van het archeologische Museum van Larnaca en kan worden bezichtigd. In de oudste lagen vindt men een Myceense invloed, die zich ook in de Cyclopische stadsmuren uit. Later was de stad Fenicisch, zoals onder andere uit de begrafenissen en de tempel blijkt. Deze laatste werd in 1974 opgegraven. In de 12e eeuw v.Chr. werd de stad met muren versterkt.

### Onderzoeksgeschiedenis
In de zomer van 1879 verzoeken de Engelsen het noorden van de 'Skala' van Larnaca, een door de zee ingenomen moerasvlakte, de vroegere haven van Kition droog te leggen, om malaria te bestrijden. Daarvoor groeven ze een nabijgelegen rotshelling, de Pamboula (Bamboula) af, die in de necropool van Kition lag. Hier was reeds in 1845, in onbekende omstandigheden, de Kitionstele van Sargon II gevonden, die zich anno 2006 in Berlijn bevindt. Een Engelse officier, luitenant Sinclair, leidde de werken en merkte ook de aan het licht gekomen vondsten. De Duitse archeoloog Max Ohnefalsch-Richter, sinds 1878 op Cyprus, hield in elk geval een oog in het zeil bij de opgravingen. Een bericht van Sinclair van juli 1879 geeft enige details. Een deel van de vondsten werd op vraag van de Britse minister van Buitenlandse Zaken Lord Granville naar het British Museum in Londen gebracht. Onder deze vondsten bevonden zich ook twee Fenicische inscripties. In deze werd de tempel van Astarte in Kition vermeld.

## Beroemde burgers
Kition is de geboortestad van de filosoof Zeno van Kition, de stichter van het stoïcisme. Ook de beroemde arts Apollonius van Citium was afkomstig uit Kition.